# Emmanuel Nguyễn Hồng Sơn

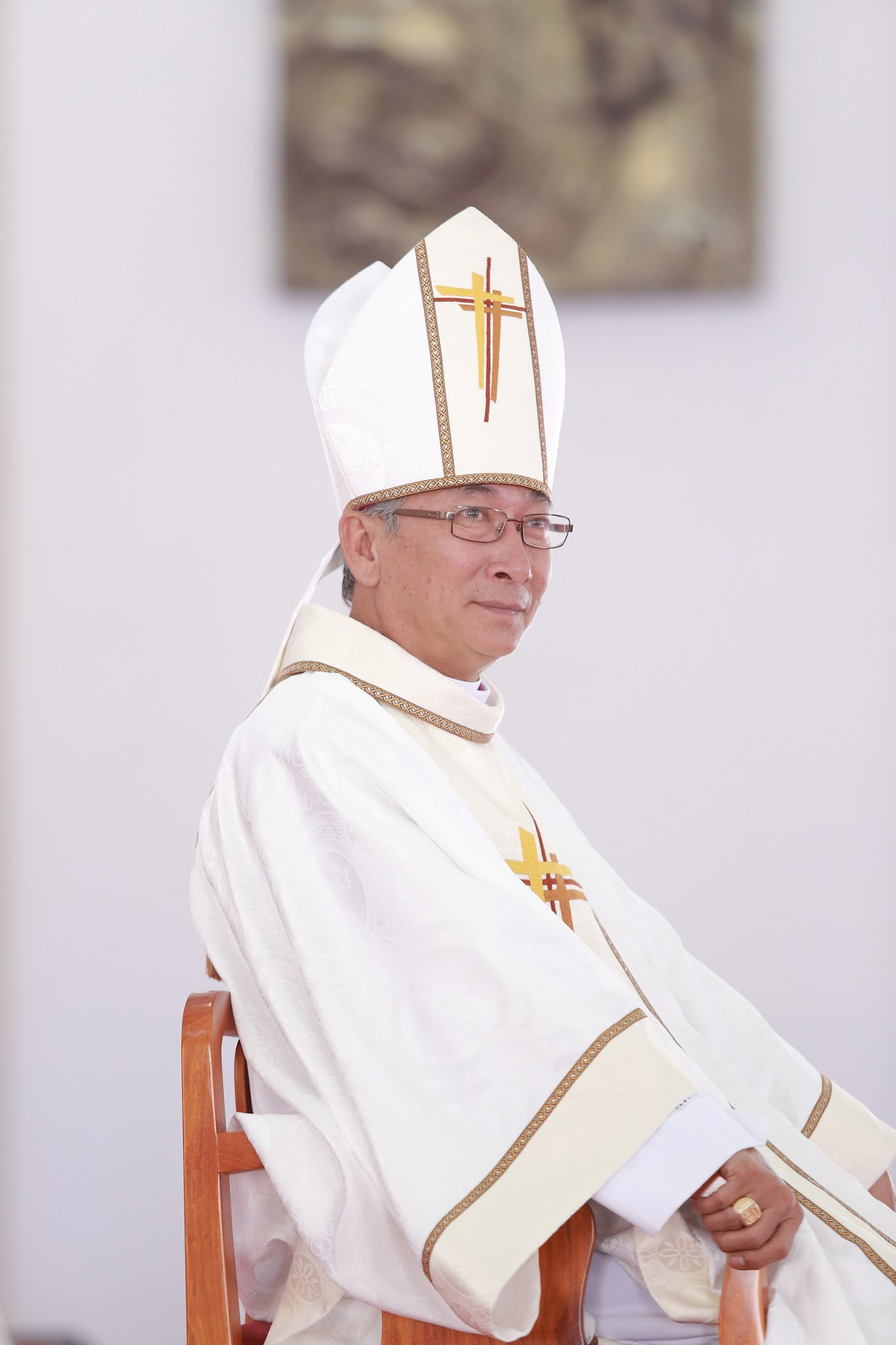
Emmanuel Nguyễn Hồng Sơn, 2016

Bischofswappen von Emmanuel Nguyễn Hồng Sơn

Emmanuel Nguyễn Hồng Sơn (* 2. Januar 1952 in Biên Hòa, Provinz Đồng Nai) ist ein vietnamesischer Geistlicher und römisch-katholischer Bischof von Bà Rịa.

## Leben
Sein Name kombiniert westliche Namenstradition (Emmanuel als Vorname vor den Familiennamen Nguyễn) mit vietnamesischer (Hồng Sơn als persönlicher Name steht hinter dem Familiennamen).
Emmanuel Nguyễn Hồng Sơn besuchte von 1961 bis 1971 das Kleine Seminar in Saigon. Anschließend studierte er von 1971 bis 1977 Philosophie und Katholische Theologie am Päpstlichen Priesterseminar St. Pius X. in Đà Lạt. Von 1977 bis 1980 absolvierte er ein pastorales Praktikum in den Pfarreien in Mỹ Hội und in Văn Hải. Am 31. Dezember 1980 empfing er in der Pfarrkirche in Văn Hải das Sakrament der Priesterweihe für das Bistum Xuân Lộc.
Nach der Priesterweihe war Emmanuel Nguyễn Hồng Sơn zunächst als Pfarrer in Bình Sơn sowie als Pfarradministrator in Suối Trầu, in Chốt Thái, in Cẩm Đường und in Suối Quít tätig, bevor er 1991 Pfarrer in Phước Lễ und 1994 zusätzlich Dechant des Dekanats Bà Rịa wurde. 2001 wurde er für weiterführende Studien nach Frankreich entsandt, wo er 2006 am Institut Catholique de Paris mit der von Louis-Marie Chauvet und François-Marie Humann betreuten Arbeit Les sacrements dans l’esprit du Fils: une lecture pneumatologique de la vie sacramentelle des chrétiens dans la perspective d’une formation théologique au Viet Nam („Die Sakramente im Geist des Sohnes: Eine pneumatologische Lesart des sakramentalen Lebens der Christen im Hinblick auf eine theologische Ausbildung in Vietnam“) ein Lizenziat im Fach Dogmatik erwarb. 2005 wurde er in den Klerus des Bistums Bà Rịa inkardiniert. Ab 2006 wirkte Emmanuel Nguyễn Hồng Sơn als Rektor des Kleinen Seminars St. Thomas in Bà Rịa, als Verantwortlicher für die Priesterfortbildung und als Mitglied der Kommission für die Glaubenslehre bei der Vietnamesischen Bischofskonferenz sowie ab 2009 zusätzlich als Sekretär des Priesterrats des Bistums Bà Rịa. 2011 wurde er zudem Generalvikar des Bistums Bà Rịa.
Am 27. November 2015 ernannte ihn Papst Franziskus zum Koadjutorbischof von Bà Rịa. Der Bischof von Bà Rịa, Thomas Nguyên Van Trâm, spendete ihm am 20. Januar 2016 in der Kathedrale St. Jakobus und Philippus in Bà Rịa die Bischofsweihe; Mitkonsekratoren waren der Bischof von Cần Thơ, Stephanus Tri Buu Thien, und der Bischof von Thanh Hóa, Joseph Nguyễn Chí Linh. Emmanuel Nguyễn Hồng Sơn wählte den Wahlspruch Docilis Spiritui Sancto („Hört auf den Heiligen Geist“).
Mit dem altersbedingten Rücktritt Thomas Nguyên Van Trâms am 6. Mai 2017 folgte er diesem als Bischof von Bà Rịa nach. Zudem fungiert Emmanuel Nguyễn Hồng Sơn seit 2016 als Vorsitzender der Liturgiekommission der Vietnamesischen Bischofskonferenz.